# Main River
Der Main River ist ein Fluss im Westen der zur kanadischen Provinz Neufundland und Labrador gehörenden Insel Neufundland im Süden der Halbinsel Great Northern Peninsula.
Der Fluss ist beliebt als Kanu-Gewässer. Auf seiner Fließstrecke liegt Big Steady, ein abgeschiedenes Tal mit ursprünglichen Wäldern, sowie eine 8 km lange Schlucht nahe seiner Mündung. Es gibt keine Siedlungen entlang des Main River. Er gilt als einer der letzten ursprünglichen Flüsse Neufundlands. Der Fluss erhielt im Jahr 2001 den Status eines Canadian Heritage River. 2009 wurde der Main River Waterway Provincial Park gegründet, der sich über eine Fläche von 152 km² erstreckt.

## Flusslauf
Der Main River hat seine Quelle innerhalb des Gros Morne-Nationalparks in den Long Range Mountains auf einer Höhe von 675 m. Er fließt in südöstlicher Richtung über eine Strecke von 57 km, bevor er nahe der Siedlung Sop's Arm in die White Bay mündet. Die Route 420 überquert den Fluss unmittelbar oberhalb dessen Mündung. Bei Flusskilometer 40 trifft der Eagle Mountain Brook rechtsseitig auf den Main River. Ungefähr bei Flusskilometer 25 befinden sich die Wasserfälle Sunshine Falls und Twin Falls. Diese stellen für Wanderfische ein teilweises Hindernis dar.

## Hydrologie
Der Main River entwässert ein Areal von 1017,4 km². Der mittlere Abfluss am Pegel 32 km oberhalb der Mündung beträgt 28,9 m³/s. Die höchsten monatlichen Abflüsse treten gewöhnlich im Mai auf mit im Mittel 104 m³/s.

## Tierwelt
Der Bestand an Atlantischen Lachsen gilt im Flusssystem des Main River als „nicht bedroht“. Weitere Fischarten, die im Main River vorkommen, sind: Bachsaibling,  Arktischer Stint, Amerikanischer Aal sowie Dreistachliger und Neunstachliger Stichling.
Zu den Säugetieren, die sich im Fluss aufhalten, gehören der Amerikanische Nerz (mink), der Nordamerikanische Fischotter, der Kanadische Biber sowie die Bisamratte.